# 669. pehotni polk (Wehrmacht)
Za druge 669. polke glejte 669. polk.
669. pehotni polk (izvirno nemško Infanterie-Regiment 669) je bil eden izmed pehotnih polkov v sestavi redne nemške kopenske vojske med drugo svetovno vojno.

## Zgodovina
Polk je bil ustanovljen 15. marca 1942 kot polk 19. vala na vadbišču Beverloo (Belgija) preko AOK 15 iz osebja 711., 716. in 719. pehotne divizije.
15. oktobra 1942 je bil polk preimenovan v 669. grenadirski polk.